# Wickard v. Filburn
Wickard v. Filburn 317 U.S. 111 (1942) war ein bedeutender Justizfall am Supreme Court der Vereinigten Staaten, der die Auslegung bestimmter Gesetze – nämlich der landwirtschaftlichen Klauseln des New Deal, als auch auf die sogenannte Commerce Clause der US-Verfassung – auswirkte. Der Fall wurde im Mai und Oktober 1942 verhandelt und schließlich am 9. November 1942 entschieden.
Um die Preise zu stabilisieren, hatte die Bundesregierung die Weizenproduktion beschränkt, und zwar gemäß der Anbaufläche jedes Bauern. Ein Farmer aus Ohio, Roscue Filburn, baute jedoch mehr Weizen an, als die Bestimmungen vorschrieben. Er verfütterte jedoch den Weizen an sein eigenes Vieh, ohne dass der Weizen verkauft wurde, oder gar den Besitzer wechselte. Da laut der Commerce Clause der Verfassung jedoch nur der Handel zwischen den Bundesstaaten, jener mit dem Ausland und jener mit den Indianervölkern unter die Kompetenz der US-Regierung fällt, machte er geltend, die Strafzahlung für seine Überproduktion sei widerrechtlich verhängt worden.
Der Supreme Court interpretierte sodann den 8. Abschnitt des 1. Artikels der Verfassung, welche es dem amerikanischen Kongress erlaubt
to regulate Commerce with foreign Nations, and among the several States, and with the Indian Tribes.
(Handel zu regulieren mit fremden Nationen, und zwischen den verschiedenen Bundesstaaten, und mit den Indianerstämmen.)
Das Gericht befand, dass der Anbau seines Weizens die Menge an Weizen reduziert, die Filburn auf dem freien Markt hätte kaufen müssen, und da der Weizenpreis in aller Regel durch die nationale Marktsituation bestimmt wird, könne dieses Gesetz auch auf den Weizen angewendet werden, der nie eine kommerzielle Verwendung findet. Ebenso berücksichtigte das Gericht den kumulativen Einfluss des Eigenanbaus tausender von Bauern.

## Hintergrund
Das Agricultural Adjustment Act of 1938 war ein Gesetz, welches die Weizenproduktion regulierte und einschränkte. Da der Kongress die Preisschwankungen auf dem Weltmarkt als zu gefährlich für die einheimische Landwirtschaft erachtete, erließ er ein Gesetz, welches das nationale Angebot regelte.
Im Urteil erwähnte das Gericht:
- Während den 1930er Jahren waren weniger als zehn Prozent der Weizenproduktion für den Export bestimmt, in den 1920er Jahren wurde im Schnitt mehr als ein Viertel des Weizens exportiert. Das Überangebot führte dazu, dass Getreidesilos sich weigerten, den Weizen anzunehmen, und auch die Bahnen lehnten es alsbald ab, Weizen zu transportieren – da der Weizen sonst in Güterwaggons gelagert würde.
- Zahlreiche Weizen exportierende Länder versuchten, unter anderem Argentinien, Australien, Kanada und die Vereinigten Staaten selbst, mit Programmen den Weizenpreis zu stützen. Im Jahr 1941 erhielten Bauern, die mit dem Agricultural Adjustment Program kooperierten, einen durchschnittlichen Pris von $1,16 pro bushel, während der Weltmarktpreis $0,40 betrug.

Roscoe Filburn war ein Bauer in einem heute suburbanen Gebiet von Dayton, Ohio. Er gab zu, mehr Weizen zu produzieren als vom Programm vorgeschrieben, aber argumentierte, dass der Weizen dem eigenen Verbrauch diene, und letztlich auch nicht für den zwischenstaatlichen Handel bestimmt sei und somit gar nicht die Kompetenz des nationalen Gesetzgebers betreffe. Nach der behördlichen Einschätzung durfte Filburn auf 4,5 Hektaren (11,1 acres) Weizen anbauen und 1,4 Tonnen/Hektar Weizen ernten. Er säte jedoch auf 9,3 Hektaren Weizen an, und erntete 6,5 Tonnen zu viel.

## Vorherige Instanz
Der Federal District Court urteilte zunächst zu Gunsten Filburns und stützte sich im Wesentlichen auf Aussagen des Landwirtschaftsministers, der für die Verabschiedung des Agricultural Adjustment Act warb. Danach hätten die Produzenten das Recht, verbindliche Produktionsquoten selbst festzulegen, was aber nie geschah.

## Die Entscheidung des Supreme Court
Die Bundesregierung zog den Fall an den Supreme Court weiter, welches das Urteil der vorherigen Instanz als einen manifest error, einen offenbaren Fehler, bezeichnete. Der Fall fiel auch in die Zeit nach dem Angriff auf Pearl Harbor (7. Dezember 1941), ein Ereignis, welche die amerikanische Bevölkerung hinter dem Präsidenten vereinigte. Ebenso spielte eine Rolle, dass Präsident Franklin D. Roosevelt acht der neun damaligen Richter ernannt hatte.
Wie oben beschrieben, folgte der Supreme Court der Argumentation des Wirtschaftsministeriums – nämlich dass für den Eigengebrauch hergestellte Güter den Preis für gehandelte Güter beeinflussen, indem diese Güter nicht auf dem freien Markt eingekauft werden müssen. Daher könne die Bundesregierung, wenn eine gesetzliche Grundlage für die Regulation gehandelter Güter besteht, auch den Anbau nicht-kommerzieller Waren regeln.

## Folgen
Mit Wickard v. Filburn begann eine Ära, in welcher der Supreme Court in Angelegenheiten der Commerce Clause die Macht des Kongresses auf keine Weise einschränkte. Dies änderte sich mit dem Fall United States v. Lopez, der 1995 entschieden wurde. In jenem Fall entschied der Supreme Court, dass das Tragen einer Handfeuerwaffe in der Nähe einer Schule keine kommerzielle Angelegenheit sei, die unter die gesetzgeberische Kompetenz des Kongresses falle. (Lopez, ein Schüler, trug einen ungeladenen Revolver auf sich; für eine Entschädigung von 44 Dollar hatte er den Auftrag, die Waffe einer anderen Person zu überbringen.) United States v. Lopez wurde allerdings mit 5:4 Stimmen sehr knapp entschieden, und die Minderheitsmeinung legte dar, dass Schusswaffengewalt einzelner Täter sehr wohl einen (kumulativen) Einfluss auf die Wirtschaft habe, wonach der Kongress dazu berechtigt sei, hier gesetzgeberisch einzugreifen.